# Ostra Bramka z Dziurką obok
Ostra Bramka z Dziurką obok – schronisko w skale Maniak Zadni na wzgórzu Maniakówka. Administracyjnie znajduje się w obrębie miejscowości Jaroszowiec, w województwie małopolskim, w powiecie olkuskim, w gminie Klucze, pod względem geograficznym znajduje się na Wyżynie Olkuskiej będącej częścią Wyżyny Krakowsko-Częstochowskiej.

## Opis schroniska
Są to dwa położone blisko siebie w tej samej skale schroniska. Większe z nich to powstała na szczelinie niewielka skalna brama z ostro sklepionym stropem. Górną część szczeliny nad stropem wypełniają zaklinowane odłamki skalne. Ściany otworu są silnie spękane. Schronisko ma dwa duże otwory, wskutek czego nie ma własnego mikroklimatu. Jest całkowicie oświetlone światłem słonecznym. Długość wynosi 5,1 m, w tym szacowane niedostępne dla człowieka 2,5 m. W niektórych miejscach na ścianach występują czarne krzemionkowe naloty, miejscami glony. Na dnie otworu znajduje się gruz skalny, liście i próchnica.
W odległości około 3 m na południowy wschód znajduje się drugie jeszcze mniejsze schronisko. Jest to wytworzony przez przepływającą wodę kanał krasowy. Na południowej stronie skały ma większy otwór wejściowy, na wschodniej niewielkie okno skalne. Pomiędzy nimi znajduje się ciasna, załamana pod kątem prostym rura z niewielkimi wżerami i jamkami. To schronisko również nie ma własnego mikroklimatu i jest w całości oświetlone światłem słonecznym.
Obydwa schroniska powstały w wapieniach z okresu późnej jury (oksford).

## Historia poznania i dokumentacji
Przez miejscową ludność obydwa schroniska były znane od dawna, w literaturze jednak nie były wymieniane. Po raz pierwszy zmierzył je i opisał Adam Polonius w 2014 roku. On też wykonał plan obydwu schronisk. 

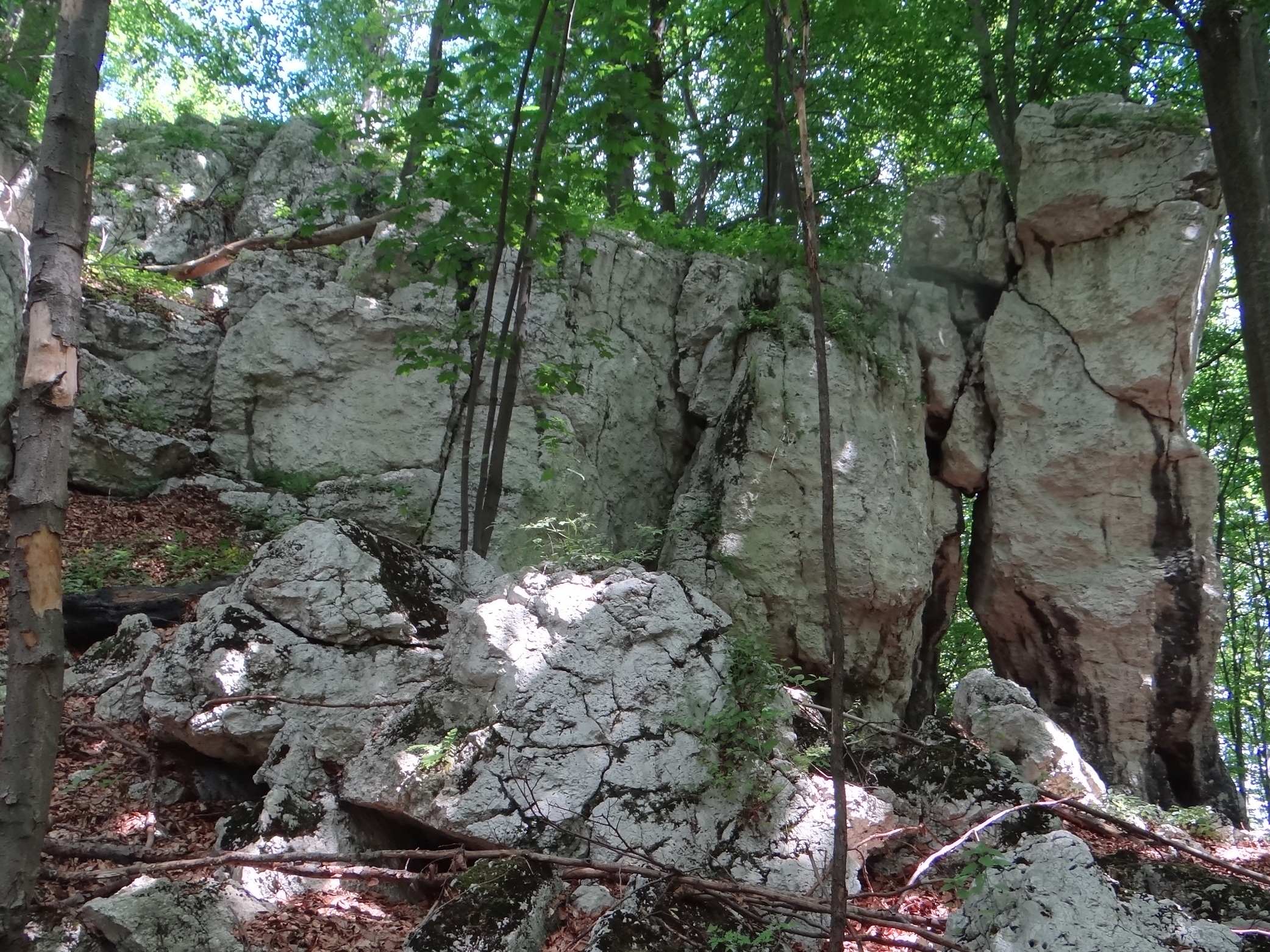
Skała z otworem
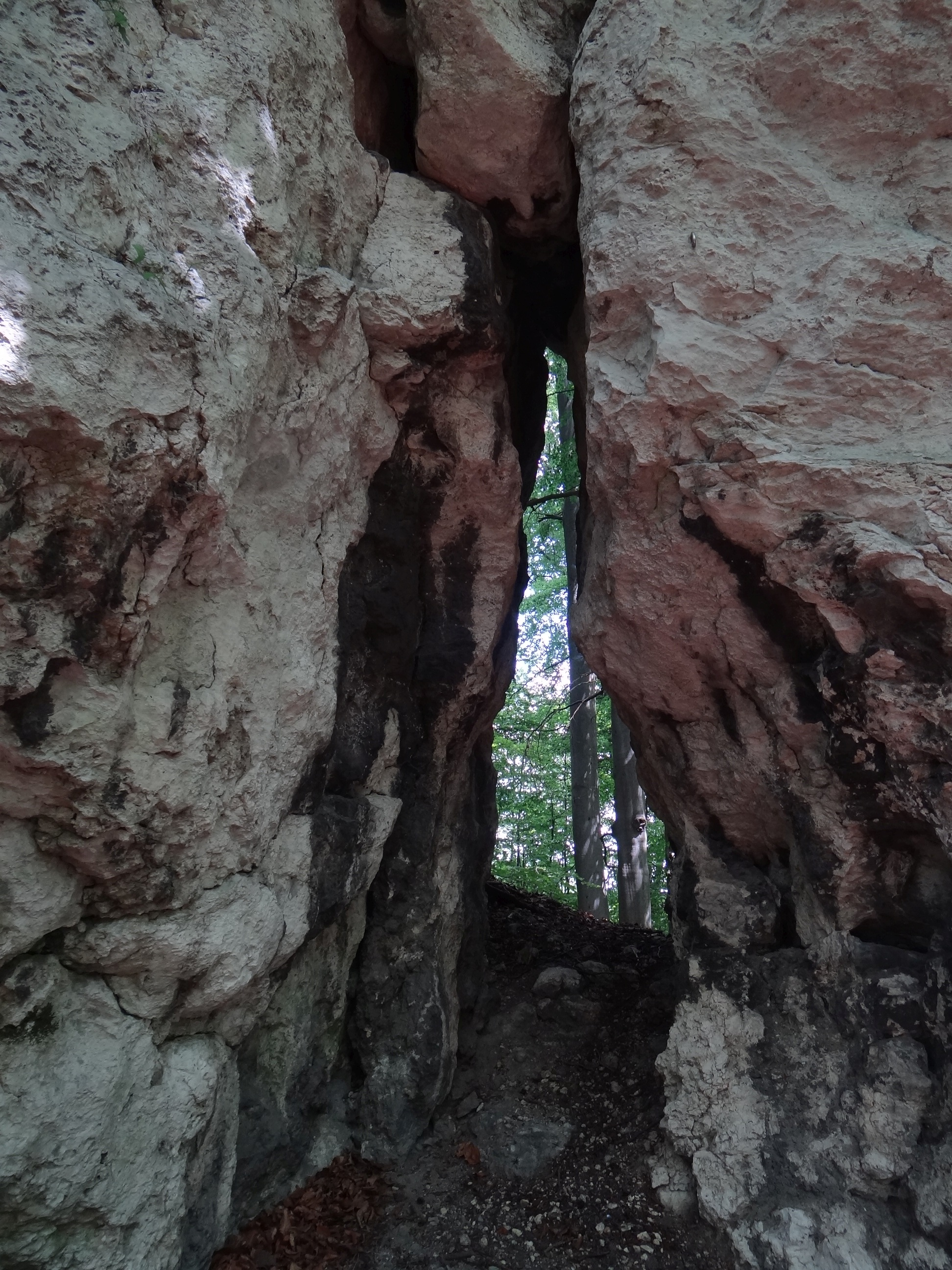
Jeden z otworów
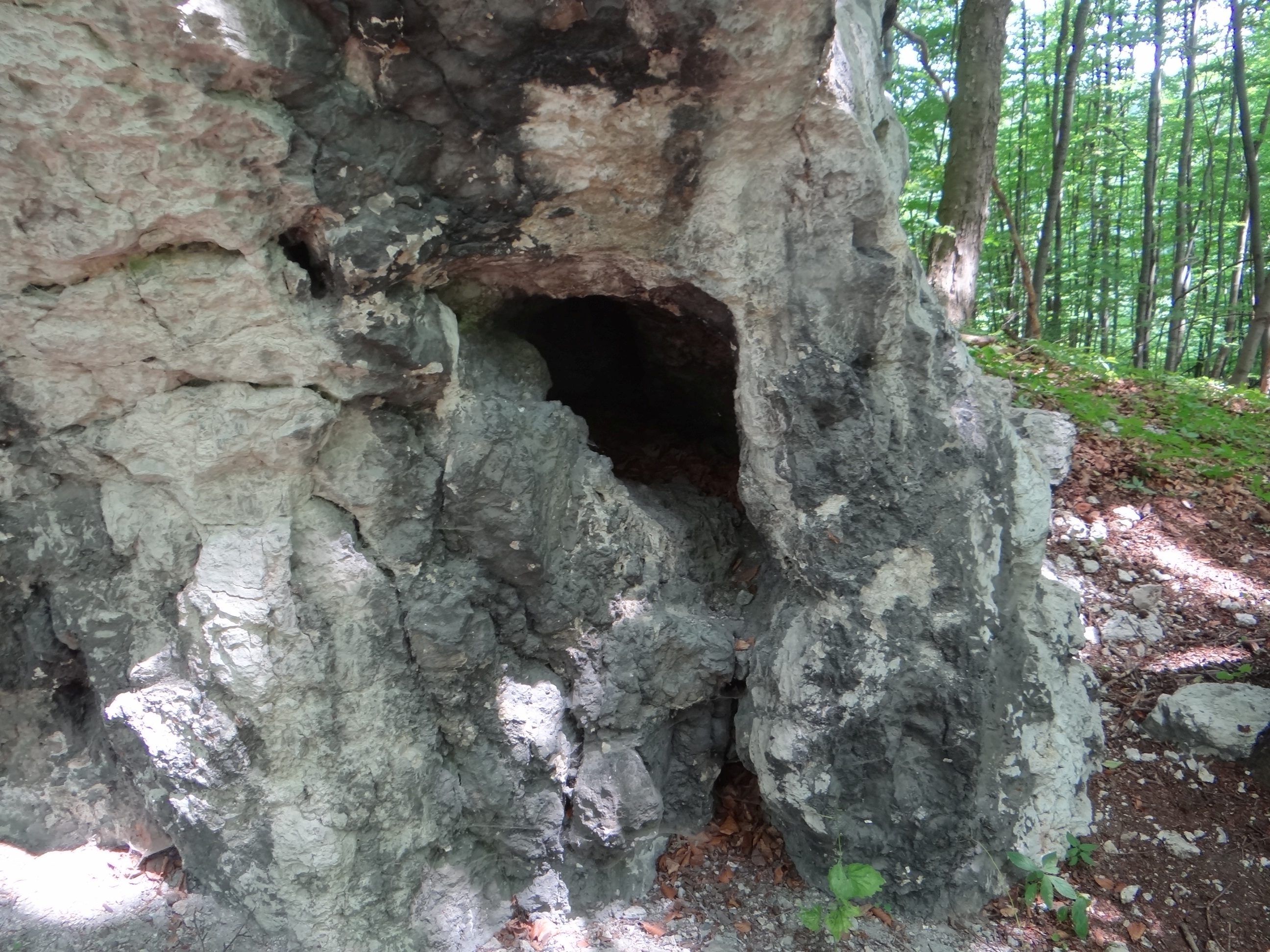
Drugi otwór